# Ninja Gaiden (jogo eletrônico de 1988)
Ninja Gaiden é um videogame realizado em 1988 pela Tecmo. É o primeiro da trilogia da série que foi feita para o sistema Nintendo Entertainment System (NES) e o segundo da série geral, pois foi antecedido por um jogo de fliperama (arcade) com o mesmo nome e lançado no mesmo ano. Foi também lançada uma versão graficamente avançada deste jogo para o sistema Super Nintendo, dentro do jogo Ninja Gaiden Trilogy em 1995.
Considerado um dos maiores jogos do ano de 1989 pela Nintendo Power.